# Space Bound
"Space Bound" é uma canção do rapper americano Eminem, que foi lançada como o quarto e último single do seu sétimo álbum de estúdio Recovery. A canção foi produzida pelo produtor de Hip-Hop americano Jim Jonsin.

## Videoclipe
Um videoclipe foi filmado em fevereiro de 2011, pelo diretor Joseph Kahn e conta com a modelo e atriz Sasha Grey. O vídeo foi lançado na iTunes Store em 24 de Junho, 2011. E é sobre um casal em que a namorada, interpretada por Sasha Grey, secretamente engana seu namorado, Eminem, no que se torna em um conflito violento. O vídeo mostra dois lados de Eminem: um em que é calmo e ama sua namorada e outro que é agressivo. O vídeo recebeu atenção por uma cena em que Eminem atira em si mesmo na cabeça por frustração.

## Paradas musicais
| Paradas (2011)                             | Melhor posição |
| ------------------------------------------ | -------------- |
| Austrália (ARIA)                           | 51             |
| Irlanda (Irish Singles Chart)              | 31             |
| Roménia (Romanian Top 100)                 | 65             |
| Escócia (The Official Charts Company)      | 34             |
| UK R&B (The Official Charts Company)       | 10             |
| UK Singles (The Official Charts Company)   | 34             |
| Bubbling Under Hot 100 Singles (Billboard) | 19             |